# Deuteronomos
Deuteronomos is een geslacht van vlinders uit de familie van de spanners (Geometridae) en de onderfamilie Ennominae.

## Soorten
- D. alniaria Linnaeus, 1758
- D. discigera Beyer, 1958
- D. duercki Reisser, 1958
- D. effractaria Freyer, 1842
- D. erosaria Schiffermüller, 1775
- D. fuscantaria Stephens, 1831
- D. infidelis Prout, 1929
- D. lissochila Prout, 1929
- D. magnaria Guenée, 1858
- D. quercaria Hübner, 1809
- D. sinuosa Beyer, 1958